# 三重大学医療技術短期大学部

## 概要

### 大学全体
- 三重県津市に所在した日本の国立短期大学で、併設元は三重大学医学部。
- 旧来の三重大学医学部付属看護学校を発展改組する形で三重大学医学部に併設される形で1989年に開学した[1]。学科は1学科のみとなっていた。
- 1997年度の入学生を最後に[注釈 2]、2000年に短期大学としての使命を終える[4]。

### 教育および研究
- 三重大学医療技術短期大学部は看護学科が置かれており、医学部付属病院や三重県下の各保健所での臨床実習が行われていた[5]。

## 沿革
- 1948年
  - 三重県立医学専門学校附属医院甲種看護婦養成所が開校する[注釈 3]。
- 1952年
  - 4月 三重県立大学医学部附属病院厚生女学部と改称される[注釈 3]。
- 1959年
  - 4月 三重県立大学医学部付属病院高等看護学校と改称される[注釈 3]。
- 1960年
  - 1月 三重県立大学医学部付属高等看護学校と改称される[注釈 3]。
- 1974年
  - 4月 三重県立大学が国立に移管され、三重大学となる。それに三重大学医学部附属看護学校と改称される[注釈 3]。。
- 1987年
  - 5月 三重大学医療技術短期大学部設置準備調査室・設置準備調査委員会が設置される[注釈 3]。。
- 1988年
  - 4月 三重大学医療技術短期大学部創設準備室・創設準備委員会が設置される[注釈 3]。
  - 10月1日 左記を以て文部省[注 1]より短期大学の設置が認可される[7]。
- 1989年
  - 4月1日 三重大学医療技術短期大学部が以下の学科体制にて開学[8]。
    - 看護学科 入学定員80名
- 1991年
  - 男子学生が初めて入学する[注 2]。
- 1997年
  - 4月1日 この年度で短期大学としての学生募集を最終とする[注釈 2]。
- 2000年
  - 3月31日 左記をもって正式に廃止となる[4]。

## 基礎データ

### 所在地
- 三重県津市江戸橋2-80[注釈 1]

### 象徴
- 三重大学と同じものを使用。

### 年度別学生数
- 1989年度以降の学生数はその該当年度の5月1日時点でのデータである。

| -      | 入学定員 | 総定員 | 学生数    | 出典     |
| ------ | -------- | ------ | --------- | -------- |
| 1989年 | 80       | 80     | 男0 女77  | [ 9 ]    |
| 1990年 | 80       | 160    | 男0 女156 | [ 10 ]   |
| 1991年 | 80       | 240    | 男1 女231 | [ 11 ]   |
| 1992年 | 80       | 240    | 男2 女237 | [ 注 3 ] |
| 1993年 | 80       | 240    | 男3 女239 | [ 14 ]   |
| 1994年 | 80       | 240    | 男2 女244 | [ 15 ]   |
| 1995年 | 80       | 240    | 男4 女238 | [ 16 ]   |
| 1996年 | 80       | 240    | 男8 女239 | [ 17 ]   |
| 1997年 | 80       | 240    | 男8 女238 | [ 18 ]   |
| 1998年 | 0        | 160    | 男6 女160 | [ 19 ]   |
| 1999年 | 0        | 80     | 男2 女82  | [ 20 ]   |

## 教育および研究

### 組織

#### 学科
- 看護学科 入学定員80名[注 4]

##### 設置計画のあった学科[注 5]
- 理学療法学科
- 作業療法学科
- 言語療法学科

#### 専攻科
- なし

#### 別科
- なし

#### 取得資格について
- 看護師受験資格が取得できるためのカリキュラムが組まれていた[21]。

### 研究
- 『三重大学医療技術短期大学部紀要』[注釈 4]

## 学生生活

### 部活動・クラブ活動・サークル活動
- 三重大学医療技術短期大学部で活動していたクラブ活動：全て医学部学生との合同で行われていた[21]

### 学園祭
- 三重大学医療技術短期大学部の学園祭は、三重大学と合同で5月31日の開学記念日から6月はじめにかけて行なわれていた[21]。

## 施設

### キャンパス
- 設備：医学部と共同使用されていた。

## 対外関係

### 系列校
- 三重大学

## 卒業後の進路について

### 就職について
- 看護学科：概ね大半が看護職として、三重大学医学部附属病院をはじめとした医療機関に就職しているものとみられる。